# William McKinney (muzikant)
William McKinney (Cynthiana, 17 september 1895 - aldaar, 14 oktober 1969) was een Amerikaanse jazzdrummer en orkestleider en leider van McKinney's Cotton Pickers.

## Carrière
McKinney werkte als drummer in een circusband en leidde na zijn militaire diensttijd tijdens de Eerste Wereldoorlog in Springfield de Synco Jazz Band, waarbij hij het drummen overliet aan Cuba Austin. Na het niet alleen toeren in het midwesten, maar tot Californië, resideerden ze in 1926 in de 'Arcadia Ballroom' in Detroit. Nadat Jean Goldkette hen een lucratief optreden had bezorgd in de Greystone Hotel Ball Room, noemden ze zich McKinney's Cotton Pickers. De muzikale leiding had Don Redman. De eerste opnamen maakten ze in 1928. Na de ontbinding van de band tijdens de economische crisis in 1934 leidde hij een dansband in Boston en vanaf 1937 was hij manager van een café met danszaal in Detroit. Bovendien was hij manager van bands. Tijdens de jaren 1950 trok hij zich terug uit de muziekbusiness, werkte hij in een autofabriek in Detroit en ging daarna terug naar zijn geboortestad Cynthiana. In 1978 schreef John Chilton zijn autobiografie.

## Overlijden
William McKinney overleed in oktober 1969 op 74-jarige leeftijd.
- Bibliothèque nationale de France: cb124076323 (data)
- Gemeinsame Normdatei: 1212402979
- International Standard Name Identifier: 0000 0000 2765 4806
- Library of Congress Control Number: n82091209
- MusicBrainz: e2a0c710-ba97-45c2-9d61-df3536e79fa1
- Système universitaire de documentation: 083988297
- Virtual International Authority File: 71478345
- WorldCat: E39PBJqw4FX8jHKTkKx88pYHG3